# 郑州号导弹驱逐舰
郑州号导弹驱逐舰（舷号151），简称郑州舰，是中国人民解放军海军第四艘052C型导弹驱逐舰，装备有源相控阵雷达及垂直发射系统，可单独或协同海军其他兵力攻击水面舰艇、潜艇，具有较强的远程警戒探测和区域防空作战能力。郑州舰于2008年12月16日由江南造船厂开工建造，2010年6月28日上船台，2011年6月25日下水，2013年12月25日交付，2013年12月26日入列，现服役于东海舰队驱逐舰第六支队。郑州舰舰名取自河南省省会郑州市，其入列命名授旗仪式于2013年12月26日在浙江省舟山市举行。

## 历史
2014年1月中旬，“郑州”号导弹驱逐舰展开年度第一次出海训练。
2014年5月18日，作为第一水面舰艇编队指挥舰的“郑州”号导弹驱逐舰与“哈尔滨”号导弹驱逐舰、“烟台”号导弹护卫舰及“柳州”号导弹护卫舰等中方舰艇与参加“海上联合-2014”中俄海上联合军事演习的“瓦良格”号导弹巡洋舰、“潘捷列耶夫海军上将”号反潜舰及“涅韦利斯基海军上将”号登陆舰等俄方舰艇在上海市吴淞口会合。双方于5月20日至26日进行了舰艇锚地防御、联合对海突击及联合反潜等课目的演练。
2014年7月11日，上海举行“航海日”主题宣传纪念活动，“郑州”号导弹驱逐舰与“东海救101”轮大型救助船舶靠泊上海港国际客运中心码头，向市民开放参观。
2014年9月14日，“郑州”号导弹驱逐舰与作战支援舰船、地方执法船、直升机、潜艇等组成的海上编队起程开赴东海某海域展开“海神-2014”海上作战支援实兵演练，共同演练支援掩护海上执法力量维权执法行动、军地联合搜救、开辟海上应急航道、援救失事潜艇等9个实战化科目。
2014年12月12日，“郑州”号导弹驱逐舰、“泰州”号导弹驱逐舰、“舟山”号导弹护卫舰、“益阳”号导弹护卫舰、“千岛湖”号综合补给舰及“北极星”号电子侦察船穿越宫古海峡进入西太平洋。
2016年12月25日，据日本统合幕僚监部报道，正在进行远海训练的辽宁舰航母编队由8艘军舰编成。除辽宁舰外，还包括052C型导弹驱逐舰“郑州舰”（舷号151）、“海口舰”（舷号171），052D型导弹驱逐舰“长沙舰”（舷号173），054A型导弹护卫舰“烟台舰”（舷号538）、“临沂舰”（舷号547），056A型导弹护卫舰“株洲舰”（舷号594），以及903A型综合补给舰“高邮湖舰”（舷号966）。
2023年9月11日，解放军海军8舰编队前出宫古海峡进入西太平洋，编队包括133号“包头”舰、134号“绍兴”舰、154号“廈门”舰、151号“郑州”舰、137号“福州”舰以及139号“宁波”舰。

## 事故
2014年12月，在进入西太平洋之后的演习中，该舰舰尾一个系缆舱门被海浪冲开，舱内大量进水。舰上水兵处置过程中一人受伤。